# Salvador Díaz Mirón
Salvador Díaz Mirón (n. 14 decembrie 1853 - d. 12 iunie 1928) a fost un poet mexican, precursor al modernismului.
Lirica sa a fost la început romantică (influențată de Hugo și Byron) devenind apoi eroică, incendiară, iar in final ajungând la gongorism și parnasianism. Salvador Díaz Mirón a fost ales membru al Academiei din Mexic. În 1910 a fost condamnat la 5 luni de detenție pentru atentatul de asasinare al deputatului mexican Juan C. Chapital.

## Opera
- 1886: Poezii ("Poesías");
- 1901: Așchii ("Lascas");
- 1919: Poeme alese ("Poemas escogidos").

Díaz Mirón a condus ziarul El imparcial.

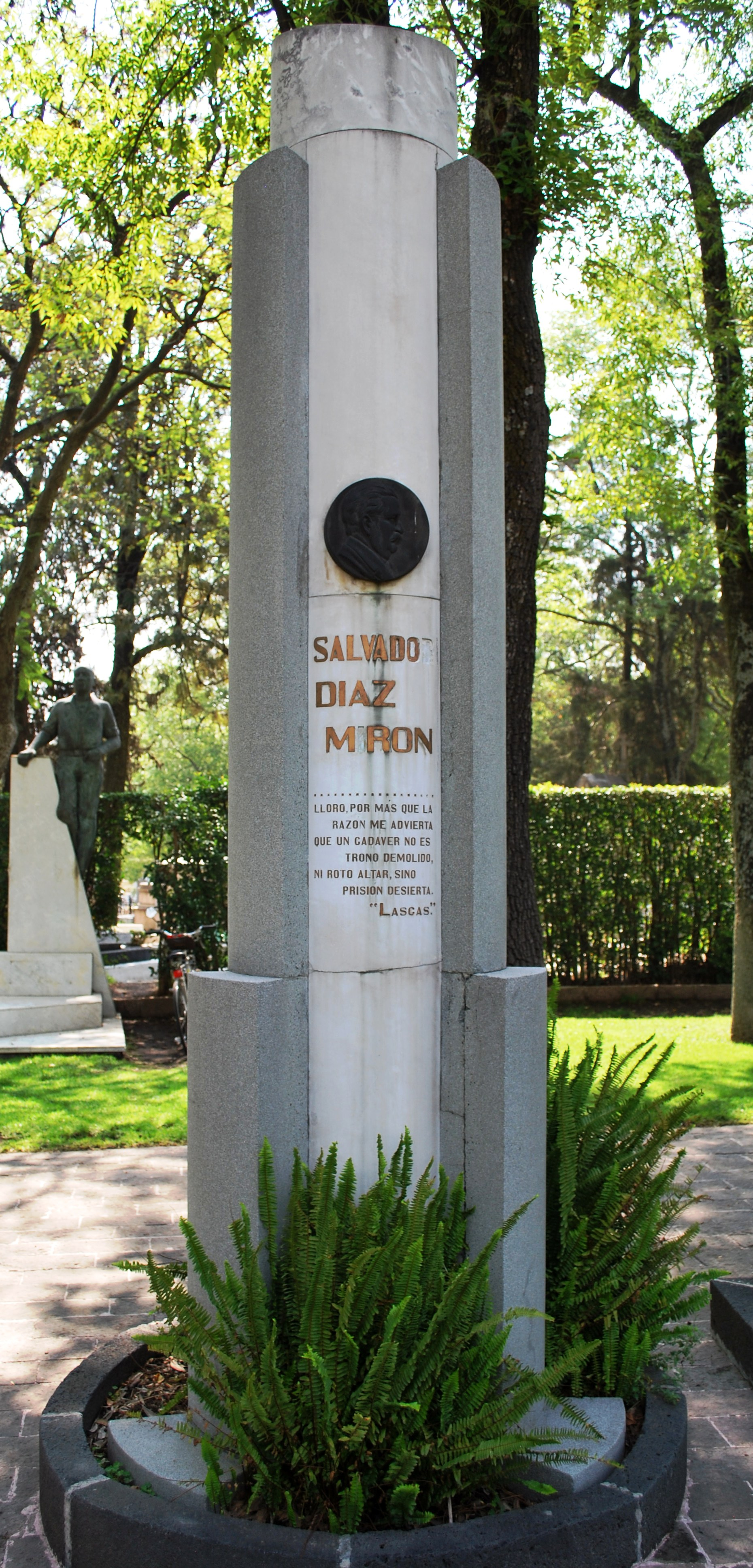
Mormântul lui Salvador Díaz Mirón din cimitirul Panteon Civil de Dolores, Ciudad de México